# Fred Gwynne
Pour les articles homonymes, voir Gwynne.
Fred Gwynne est un acteur américain né le 10 juillet 1926 à New York et mort le 2 juillet 1993 à Taneytown (Maryland).

## Filmographie
- 1954 : Sur les quais (On the Waterfront) : Slim, dock henchman

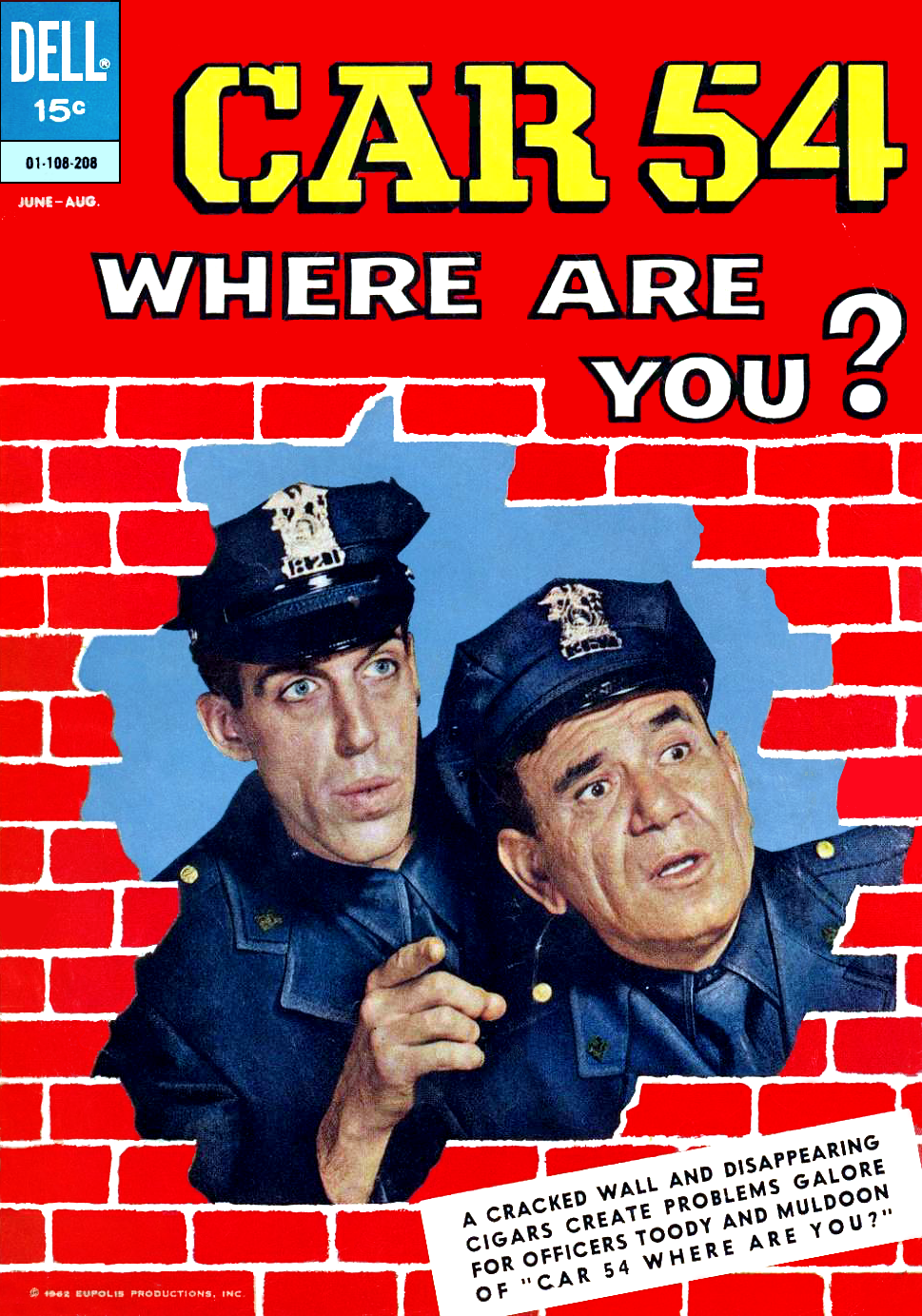
Fred Gwynne et Joe E. Ross dans le film Car 54, Where Are You?. Couverture de bédés Dell Comics, juin 1962.

- 1955 : The Phil Silvers Show (en) (série TV) : Pvt. Honergan
- 1961-1963 : Car 54, Where Are You? (en) (TV) : Francis Muldoon
- 1966 : Frankenstein et les Faux-monnayeurs (Munster, Go Home) : Herman Munster
- 1966 : Antkeeper : le narrateur
- 1968 : Mad Mad Scientist (TV) : Warren Springer
- 1969 : Arsenic et Vieilles Dentelles (Arsenic and Old Lace) (TV) : Jonathan Brewster
- 1969 : Anderson and Company (TV) : Marshall Anderson
- 1969 : The Littlest Angel (TV) : Patience
- 1971 : The Police (TV) : Sergeant
- 1971 : Dames at Sea (TV) : Hennesey
- 1972 : Harvey (TV) : E.J. Lofgren
- 1974 : Paradise Lost (TV) : Pike
- 1976 : Captains and the Kings (feuilleton TV)
- 1977 : Capitaines courageux (Captains Courageous) (TV) : Long Jack
- 1979 : Sanctuary of Fear (TV) : le juge Potter
- 1979 : La Luna : Douglas Winter
- 1980 : A Day with Conrad Green (TV) : Conrad Green
- 1980 : Simon : Maj. Gen. Korey
- 1980 : The Man That Corrupted Hadleyburg (TV) : Rev. Burgess
- 1981 : The Munsters' Revenge (TV) : Herman Munster
- 1981 : Les Fesses à l'air (So Fine) : Chairman Lincoln
- 1982 : Any Friend of Nicholas Nickleby Is a Friend of Mine (TV) : Charles Dickens
- 1982 : The Mysterious Stranger (TV) : Balthasar Hoffman
- 1984 : Cotton Club (The Cotton Club) : Frenchy Demange
- 1985 : Ouragan sur l'eau plate (Water) : Spender
- 1985 : Kane and Abel (feuilleton TV) : Davis LeRoy
- 1986 : Le Flic était presque parfait (Off Beat) : le commissaire
- 1986 : Ma femme a disparu (Vanishing Act) (TV) : Father Macklin
- 1986 : La Tête dans les nuages (The Boy Who Could Fly) : Oncle Hugo Gibb
- 1986 : La Hotte magique (The Christmas Star) (TV) : Waters
- 1987 : Jake's M.O. : Jake Tekulve
- 1987 : Murder by the Book (TV) : Victor Greville
- 1987 : Le Secret de mon succès (The Secret of My Succe$s) : Donald Davenport
- 1987 : Liaison fatale (Fatal Attraction) : Arthur
- 1987 : Ironweed : La Force du destin (Ironweed) : Oscar Reo
- 1989 : Désorganisation de malfaiteurs (Disorganized Crime) : Max Green
- 1989 : Simetierre (Pet Sematary) : Jud Crandall
- 1990 : Earthday Birthday : Fred the Moose
- 1990 : Meurtre en noir et blanc (Murder in Black and White) (TV) : Brannigan
- 1992 : Ombres et Brouillard (Shadows and Fog) de Woody Allen : Hacker's Follower
- 1992 : Mon cousin Vinny (My Cousin Vinny) : Juge Chamberlain Haller